# Whitney Straight Ltd.
Whitney Straight Ltd. (tudi Team Straight) je nekdanje britansko dirkaško moštvo, ki je nastopalo na dirkah za Veliko nagrado med sezonama 1932 in 1934, ustanovil ga je Whitney Straight. Moštveni dirkači Straight, Tazio Nuvolari, Hugh Hamilton, Rupert Featherstonhaugh, Marcel Lehoux in Richard Seaman, ki so večinoma dirkali z dirkalniki Maserati 8CM, so skupno nastopili na šestintridesetih dirkah, na katerih so dosegli štiri zmage in še štiri uvrstitve na stopničke. Edino zmago v sezoni 1933 je dosegel Nuvolari na dirki International Tourist Trophy, v sezoni 1934 pa je Featherstonhaugh zmagal na dirki za Veliko nagrado Albija, Straight pa na dirkah Donington Park Trophy in Mountain Championship.